# Scindapsus beccarii
Scindapsus beccarii är en kallaväxtart som beskrevs av Adolf Engler. Scindapsus beccarii ingår i släktet Scindapsus och familjen kallaväxter. Inga underarter finns listade.